# Línea Sennichimae
La Línea Sennichimae (千日前線 Sennichimae-sen) es una línea del metro de Osaka. Este línea conecta las porciones occidentales del centro de Osaka (incluyendo el área de Fukushima) con las áreas de Tsuruhashi y Ikuno en el sureste de la ciudad vía el distrito de Namba. Los nombres oficiales de este línea son Línea 5 de la Tranvía Eléctrica Rápida (高速電気軌道第5号線) y Línea 5 del Ferrocarril Rápido de la Ciudad de Osaka (大阪市高速鉄道第5号線).

## Historia
La primera sección de la línea Sennichimae fue inaugurada en el 16 de abril de 1969 con cinco estaciones; los trenes circularon entre las estaciones Nodahanshin y Sakuragawa. En el 25 de julio de ese año, la segunda sección de la línea fue inaugurada con tres estaciones (Tanimachi Kyuchome, Tsuruhashi, y Imazato); una cuarta estación (Shin-Fukuae) fue añadido más tarde. Las dos secciones de la línea estaban conectados cuando una sección de la estación Sakuragawa a la estación Tanimachi Kyuchome (vía la Estación de Namba) fue inaugurada en el 11 de marzo de 1970. En el 2 de diciembre de 1981, la línea fue realizada cuando una extensión de la estación Shin-Fukuae a la estación Minami-Tatsumi fue abierto.
Durante el año de 2014, todas de las estaciones de la línea Sennichimae recibió puertas de andén.

## Estaciones
| Código | Estación           | Japonés    | Longitud (km) | Transferencias | Ubicación             |
| ------ | ------------------ | ---------- | ------------- | --- | --------------------- |
| S11    | Nodahanshin        | 野田阪神   | 0.0           | - Ferrocarril Hanshin: Línea Hanshin (Noda) - JR West: Línea Tozai (Ebie) | Fukushima-ku, Osaka   |
| S12    | Tamagawa           | 玉川       | 0.6           | JR West: Línea Circular de Osaka (Noda) | Fukushima-ku, Osaka   |
| S13    | Awaza              | 阿波座     | 1.9           | Línea Chūō (C15) | Nishi-ku, Osaka       |
| S14    | Nishi-Nagahori     | 西長堀     | 2,8           | Línea Nagahori Tsurumi-ryokuchi (N13) | Nishi-ku, Osaka       |
| S15    | Sakuragawa         | 桜川       | 3,7           | Hanshin: Línea Namba | Naniwa-ku, Osaka      |
| S16    | Namba              | 難波       | 4,5           | - Línea Midōsuji (M20) - Línea Yotsubashi (Y15) - Nankai: Línea Nankai, Línea Koya - Kintetsu: Línea Namba (Osaka Namba) - Hanshin: Línea Namba (Osaka Namba) - JR West: Línea Yamatoji (JR Namba) | Chūō-ku, Osaka        |
| S17    | Nippombashi        | 日本橋     | 5,2           | - Línea Sakaisuji (K17) - Kintetsu: Línea Namba (Kintetsu Nippombashi) | Chūō-ku, Osaka        |
| S18    | Tanimachi Kyūchōme | 谷町九丁目 | 6,1           | - Línea Tanimachi (T25) - Kintetsu: Línea Osaka, Línea Namba, Línea Nara (Osaka Uehommachi) | Tennōji-ku, Osaka     |
| S19    | Tsuruhashi         | 鶴橋       | 7,2           | - JR West: Línea Circular de Osaka - Kintetsu: Línea Osaka, Línea Nara | Tennōji-ku, Osaka     |
| S20    | Imazato            | 今里       | 8,7           | Línea Imazatosuji (I21) | Higashinari-ku, Osaka |
| S21    | Shin-Fukae         | 新深江     | 9,6           | | Higashinari-ku, Osaka |
| S22    | Shōji              | 小路       | 10,6          | | Ikuno-ku, Osaka       |
| S23    | Kita-Tatsumi       | 北巽       | 11,5          | | Ikuno-ku, Osaka       |
| S24    | Minami-Tatsumi     | 南巽       | 112,6         | | Ikuno-ku, Osaka       |